# Frei Otto

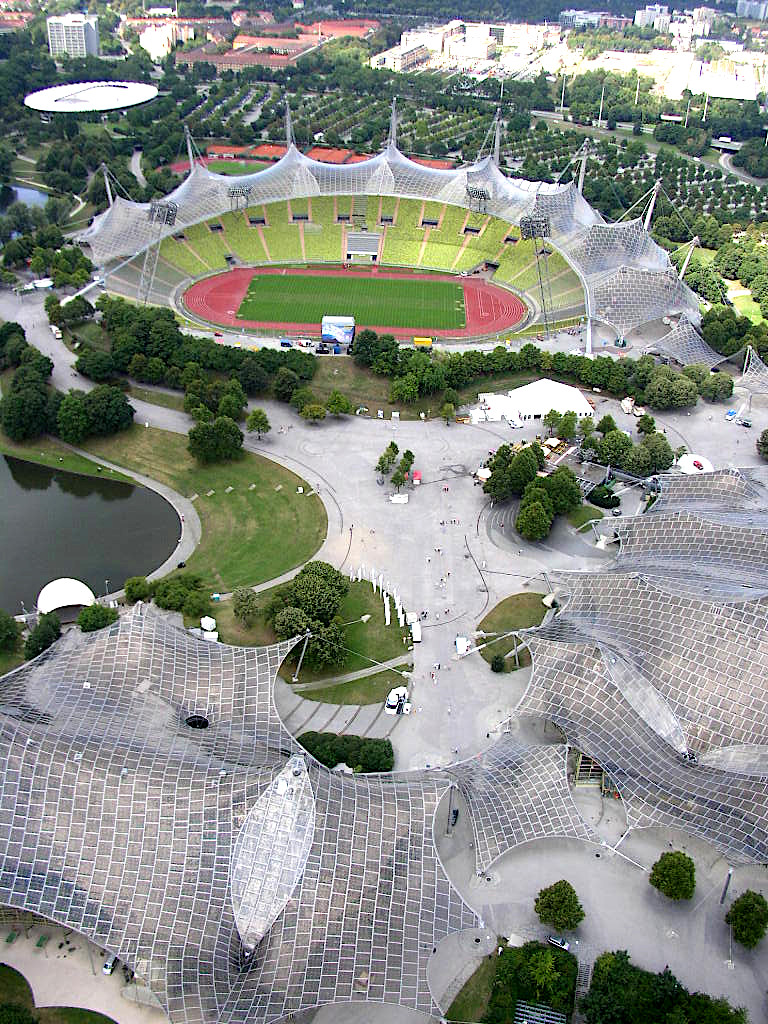
Sân vận động Munich Olympic năm 1972

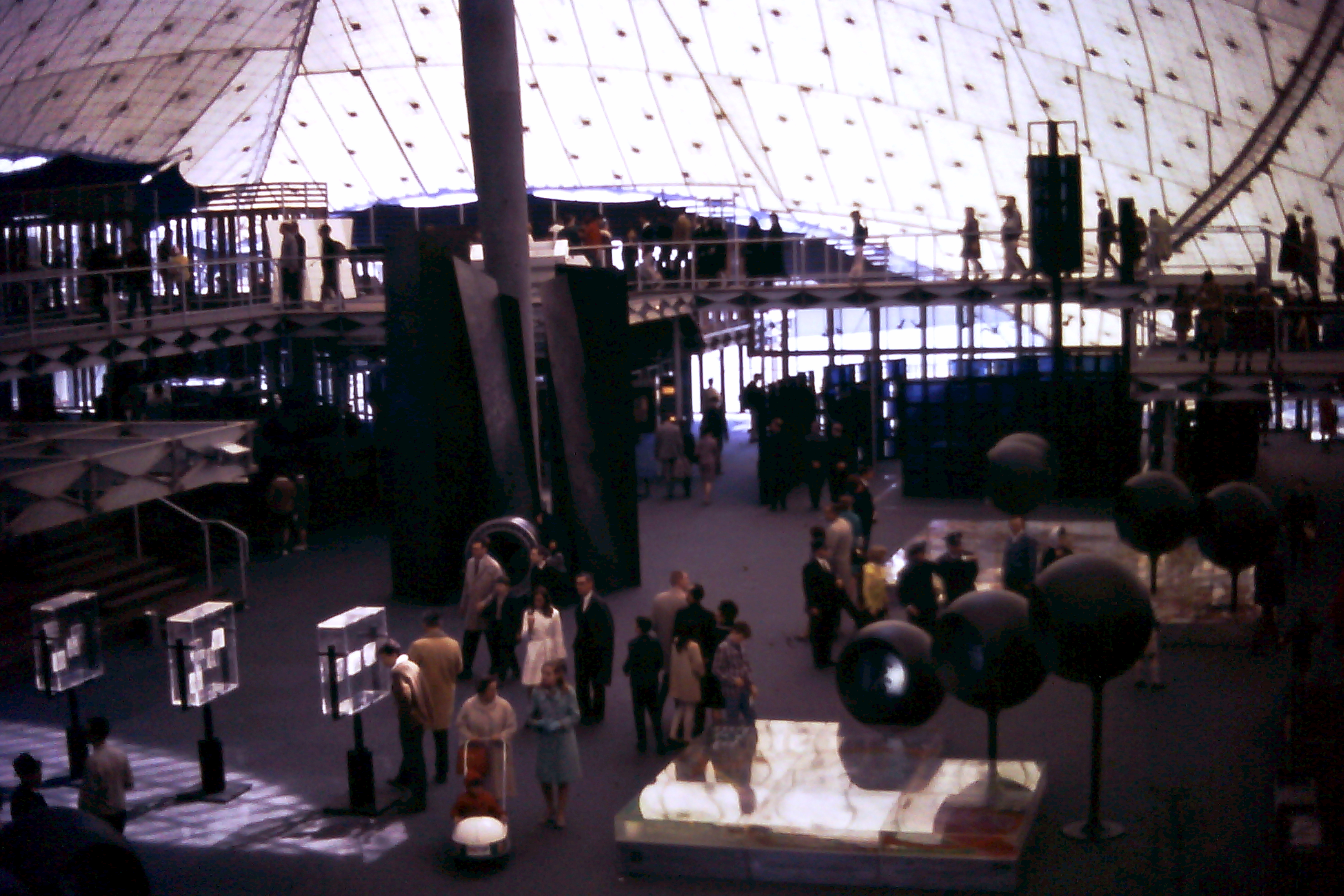
Interior view, West Germany Pavilion, Expo 67, Montreal Canada

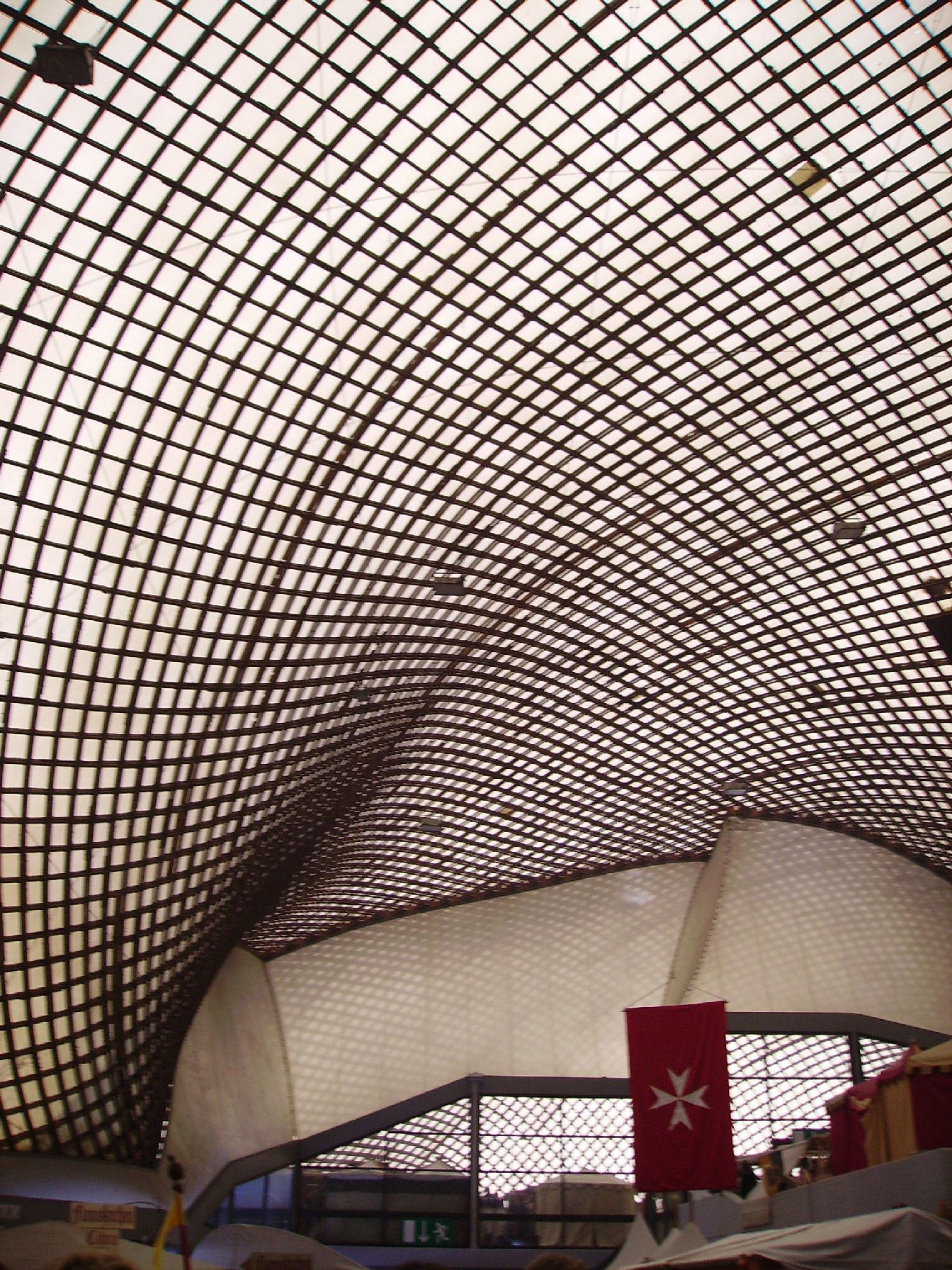
Multihalle tại Mannheim

Frei Paul Otto (31 tháng 5 năm 1925 – 9 tháng 3 năm 2015) là một kiến trúc sư và kỹ sư kết cấu người Đức. Ông nổi tiếng về sử dụng cấu trúc nhẹ, trong và kéo màng cấu trúc đặc biệt. Trong số các thiết kế của ông là mái nhà của sân vận động Olympic ở Munich mà đã được tạo ra cho Thế vận hội mùa hè năm 1972. Ông đã giành được Huy chương vàng Hoàng gia RIBA vào năm 2006 và đã được trao giải Pritzker năm 2015, người Đức thứ hai được giải này sau Gottfried Böhm.

## Tiểu sử
Otto sinh ra tại Siegmar, Đức và lớn lên ở Berlin. Tên của ông (nghĩa là tự do) cũng là triết lý sống của mẹ ông. ban đầu ông muốn trở thành một nhà điêu khắc như cha và ông của mình. Qua trường thương mãi ông học lái máy bay không động cơ và kiến tạo các mô hình. Nhờ đó mà ông có kiến thức về các cấu trúc nhẹ. Ông học kiến trúc tại Berlin 1943 trước khi được nhận vào binh chủng không quân làm một phi công máy bay chiến đấu trong những năm cuối cùng của thế chiến thứ Hai. Khi bị lính Pháp bắt, ông đã có cơ hội thực tập ở một trại tù binh gần Chartres, và với kiến thức kỹ thuật hàng không đã học và tình trạng thiếu nguyên liệu và nhu cầu cấp thiết về nhà ở, ông bắt đầu thử nghiệm với lều dùng để trú ngụ. Sau chiến tranh, ông đã nghiên cứu một thời gian ngắn ở Hoa Kỳ và đã đến thăm Erich Mendelsohn, Mies van der Rohe, Richard Neutra, và Frank Lloyd Wright.

## Giải thưởng
- 1974 – Huy chương Thomas Jefferson về Kiến trúc[3]
- 1980 – Tiến sĩ danh sự về khoa học từ Đại học Bath[4]
- 1996/97 – Wolf Prize về Nghệ thuật[4]
- 2006 – Huy chương vàng Hoàng gia cho Kiến trúc bởi RIBA[5]
- 2006 – Praemium Imperiale về Kiến trúc[6]
- 2015 – Giải thưởng kiến trúc Pritzker[7][8]